# 17493 Wildcat
17493 Wildcat è un asteroide areosecante. Scoperto nel 1991, presenta un'orbita caratterizzata da un semiasse maggiore pari a 2,7360865 UA e da un'eccentricità di 0,4423095, inclinata di 44,37970° rispetto all'eclittica.
L'asteroide è dedicato al gatto selvatico, tramite il nome comune in inglese, simbolo delle squadre sportive dell'Università dell'Arizona.